# Ivar Axelsson Tott
Pour les articles homonymes, voir Axelsson et Tott.
Ivar Axelsson Tott (né en 1420 mort le 1er octobre 1487) Administrateur du royaume ou Régent de Suède  de 1466  à 1467 conjointement avec son frère Erik Axelsson Tott..  

## Biographie
Ivar Axellson était le deuxième fils du magnat Axel Pedersson Tott et de sa seconde épouse Ingeborg Ivarsdotter. Sa famille était  possessionnée au Danemark et en Suède.  Ivar Axelsson avait reçu ne fief l’île de Gotland, le  Blekinge et le canton de Gärd.
En 1466 il épouse Madeleine une des filles du roi Charles VIII de Suède qui avait été chassé de son trône l’année précédente.
À cette même époque  la rupture entre son frère Erik Axelsson Tott et Jöns Bengtsson Oxenstierna  et le conflit qui oppose ensuite son frère et le roi Christian Ier de Danemark lui permettent de devenir Administrateur du Royaume et de favoriser la restauration de Charles VIII de Suède dont il envisageait d’assurer la succession.
Toutefois à la mort du roi Charles VIII de Suède le 15 mai 1470 c’est Sten Sture le Vieil qui est élu Administrateur du Royaume.
Après la mort sans héritier de son frère Ivar Axelsson Tott en 1481, il partage ses biens avec son frère Lars Axelsson Tott avant de mourir lui-même le 1er octobre 1487.